# The Big Five (Eurovision Song Contest)
För andra betydelser, se Big five.

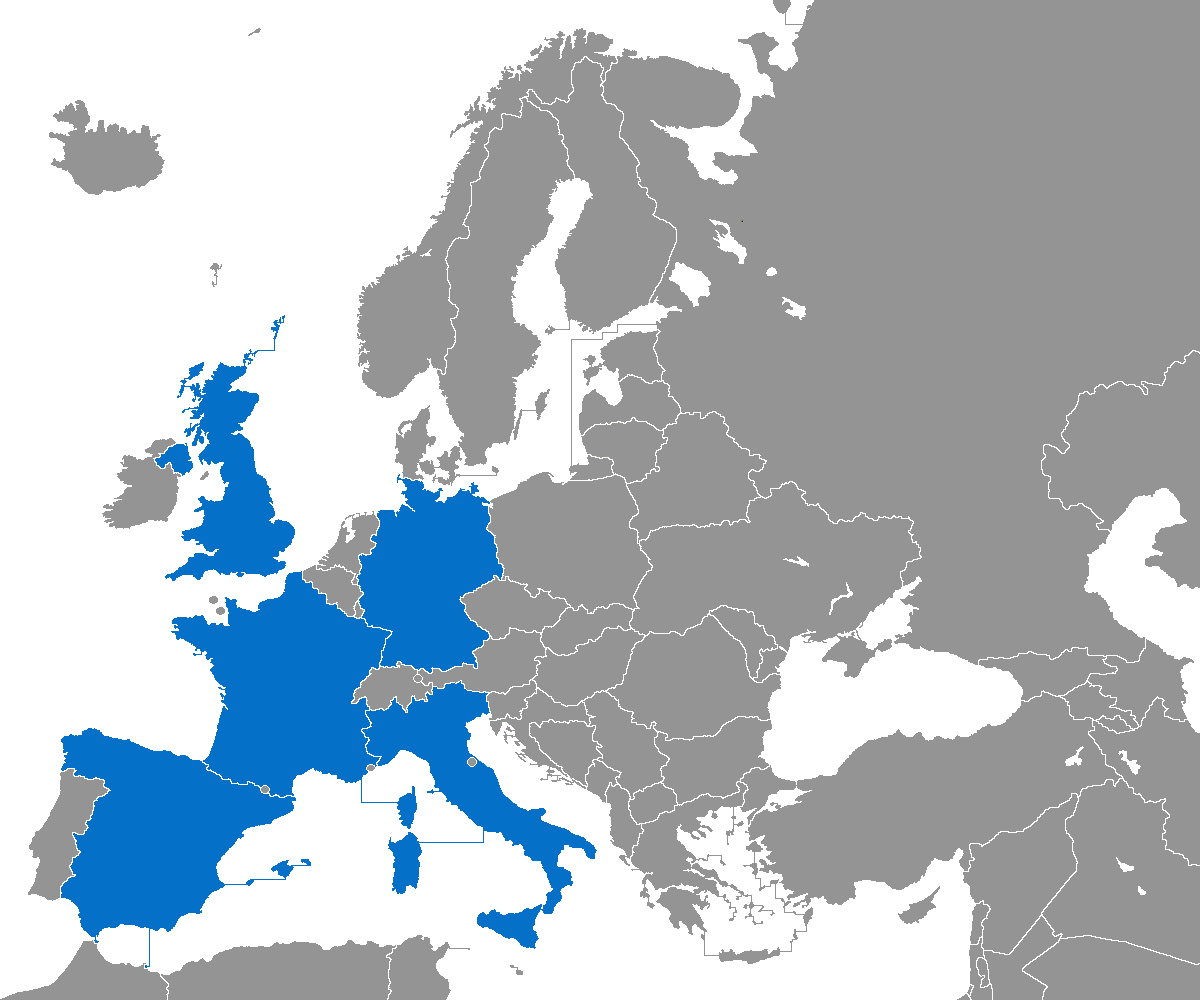

The Big Five ("De fem stora"), tidigare The Big Four, är inom Eurovision Song Contest en konstellation av fem (tidigare fyra) länder som bildades då Tyskland misslyckades att kvalificera sig till Eurovision Song Contest 1996. Då beslöts det att från tävlingen år 2000 skulle de länder som bidrar med mest pengar till Europeiska Radio- och TV-unionen alltid få vara med i finalen oavsett hur deras bidrag placerat sig föregående år. Det gäller förutom Tyskland även Frankrike, Spanien och Storbritannien. Från och med år 2011 gäller det även Italien. 

## Historik
När semifinalen infördes 2004 var "Big Four" samt de som kom på topp 10 i finalen året innan direktkvalificerade till finalen. Det vill säga att totalt fjorton länder hade alltid en plats i finalen året efter. Om något av "Big Four"-länderna kommit på topp 10, fick den på plats 11 gå direkt till final osv bakåt. Mellan åren 2004 och 2007 var det endast en semifinal, men på grund av grannröstning beslöt Europeiska radio- och TV-unionen (EBU) att från och med år 2008 införa två semifinaler i tävlingen. Detta innebar att alla länder, utom "Big Four" och värdlandet, måste kvala genom en av de två semifinalerna till finalen. När Tyskland vann tävlingen år 2010 beslöt EBU att det endast skulle bli konstellationen som fick gå direkt till finalen år 2011. 
Den 2 december 2010 beslöt Italienska tv-bolaget RAI att skicka en representant till Eurovision Song Contest 2011. Därmed var Italien med i Eurovisionen igen efter 13 års uppehåll. Italien hade innan dess senast tävlat år 1997 och hade efter detta inte visat något större intresse av att delta igen. Det var först hösten 2010 som intresset kom tillbaka igen. Den 31 december 2010 meddelade EBU att Italien blev en del av "Big Four", som bytte namn till "The Big Five".
Eftersom Italien valde att vara kvar i "Big Five" även år 2012 och att ett icke "Big Five"-land vann tävlingen 2011, så blev det totalt 26 finalister det året. Det var andra gången i Eurovisionens historia som finalen fick 26 finalister. Första gången det skedde var år 2003.

## Resultat
Sedan systemet med "Big Five" infördes år 2000 har dessa länder ungefär en tredjedel av alla finaler lyckats placera sig inom topp 10. Av dessa totalt 25 gånger har det hittills blivit två vinster (Tyskland, 2010) och (Italien, 2021), fyra andraplatser (Italien, 2011 och 2019; Frankrike, 2021 samt Storbritannien, 2022) och tre tredjeplatser (Storbritannien, 2002; Italien, 2015 samt Spanien, 2022). Övriga 54 gånger har de fem länderna hamnat utanför topp 10, varav totalt sju sistaplatser.